# Inglenook Sidings
Inglenook Sidings, é a denominação de uma das modalidades do jogo "Shunting Puzzle", criada por Alan Wright (1928-2005).
Ela consiste de um layout de pista específico, um conjunto inicial de condições, um objetivo definido e regras que devem ser obedecidas durante a execução das manobras de acoplamento.
No sentido mais amplo, entre os praticantes do ferromodelismo, o termo inglenook pode ser usado para se referir a um layout de pista (ou uma parte dele) que seja baseado ou semelhante ao usado no Inglenook Sidings. 

## Histórico
A Inglenook Sidings é uma variante do clássico jogo britânico: "shunting puzzle", que foi criada e batizada por Alan Wright. A sua primeira versão foi publicada no início da década de 1950, quando ele a incorporou no seu primeiro pequeno layout, o "Wright Lines". Foi nesse layout que ele desenvolveu pela primeira vez o processo de acoplamento de cinco vagões numa pista contendo mais três outros vagões numa pista oval por intermédio de dois pequenos desvios. O layout "Wright Lines" foi publicado na revista Railway Modeller em 1958 e na Model Railway Enthusiast em fevereiro de 1995.
Pouco depois Alan Wright passou a concentrar seus esforços no desenho da "Inglenook Sidings" original, que foi exibida pela primeira vez por ele numa feira de ferromodelismo em Manchester em dezembro de 1978. O layout foi um sucesso imediato, e ganhou um prêmio naquele mesmo ano. Um artigo sobre a segunda versão da "Inglenook Sidings", construída como um "espelho" do layout da primeira, foi publicado na Railway Modeller em dezembro de 1992. Fotografias desse layout foram publicadas na Scale Model Trains em dezembro de 1984 e no C.J. Freezer's Model Railway Manual em 1994. Houve também um artigo escrito pelo próprio Alan Wright sobre os layouts, na edição de maio-junho de 1999 da Model Trains International.
É tido como certo que o desenho desse layout foi baseado no protótipo dos desvios conhecidos como: "Kilham Sidings" no ramal Alnwick-Cornhill da ferrovia North Eastern Railway (NER), na localidade de Kilham, no condado de Northumberland.

## Detalhes

### Desenho
Em sua forma mais básica, o layout Inglenook Sidings é bem simples, sendo constituído por uma pista de acesso e um desvio de extensão que prolonga a pista de acesso e de onde parte um desvio em ângulo, desse desvio sai um outro no ângulo inverso, criando um desvio paralelo ao desvio de extensão da pista de acesso.
Temos então, quatro seções nesse conjunto de desvios:
- "A" pista de acesso curta, com capacidade para uma locomotiva e três vagões
- "B" desvio longo, com capacidade para cinco vagões.
- "C" desvio curto, com capacidade para três vagões.
- "D" desvio curto, com capacidade para três vagões.

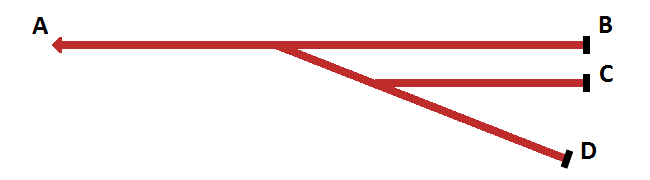
Layout clássico da variante Inglenook Sidings.

### Operação
O objetivo básico é compor um trem, consistindo de cinco vagões específicos dentre os oito distribuídos pelos desvios numa determinada ordem. O comprimento dos desvios e o espaço total do layout, vão depender, é claro, do comprimento dos vagões e da locomotiva utilizados. Devemos, portanto, optar por material rodante tão curto quanto possível: algo em torno de 85 mm para os vagões e 125 mm para a locomotiva. Modelos mais longos, vão demandar mais espaço. Espera-se que seja possível executar o layout num espaço de cerca de 1200mm x 300mm, como fez o próprio Alan Wright no seu layout original.

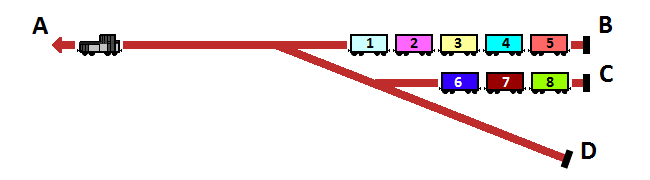
O resultado esperado ao final de uma rodada de Inglenook Sidings.

Nem sempre é fácil obter material rodante curto no ferromodelismo. Nesses casos, alguns ajustes precisam ser feitos, o que vai implicar num maior tamanho total do layout. Ao longo dos anos, a formação básica: 5-3-3 do layout Inglenook  tem sido adaptada para diferentes situações. Uma das alternativas para tentar manter o tamanho original do layout, é reduzir a quantidade de material rodante envolvida no jogo, criando por exemplo, a formação 3-2-2. Esse formato usa um total de seis vagões, passando o objetivo a ser: formar um trem de quatro vagões.
Uma redução ainda maior, seria usar apenas uma seleção de três entre cinco vagões, usando o mesmo formato 3-2-2 (em termos de capacidade das seções), porém excluindo um vagão de todo o processo. Apesar desse formato ainda oferecer alguns desafios operacionais e poder gerar interesse, a complexidade do jogo fica bastante reduzida.
| Nº de vagões | Nº de combinações únicas de vagões | Nº de vagões no trem | Nº de trens possíveis |
| ------------ | ---------------------------------- | -------------------- | --------------------- |
| 8            | 40.320                             | 5                    | 6.720                 |
| 6            | 720                                | 4                    | 360                   |
| 5            | 120                                | 3                    | 60                    |

### Regras
Como todo jogo, existem algumas regras que devem ser seguidas:
- O principal objetivo do jogo é formar um trem constituído de 5 dos 8 vagões distribuídos desordenadamente nas seções "B" e "C".
- O objetivo pode ser ainda mais desafiador se aplicadas as regras de wur o trem deve partir da seção "B" sendo os demais vagões deixados juntos em qualquer ordem em uma das outras seções, "C" ou "D".
- A sequência dos vagões atrás da locomotiva compondo o trem, é selecionada de forma aleatória no início da rodada.
- A capacidade de cada uma das seções do layout deve ser obedecida fielmente, de acordo com o formato escolhido (5-3-3 ou 3-2-2), e em nenhuma circunstância excedido. Em casos de diferentes materiais rodantes ou quando o layout do jogo faz parte de um layout maior, marcadores de final de linha devem ser colocados de forma a fazer cumprir as capacidades de cada seção.

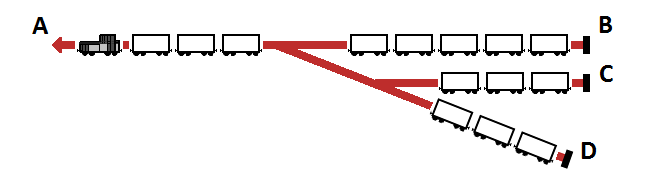
A capacidade e possíveis posições de cada seção
do layout Inglenook Sidings.

A seleção randômica dos vagões pode ser feita por qualquer meio conveniente: um conjunto fichas numeradas sendo sorteadas de uma bolsa; um conjunto de fotos de cada vagão selecionadas de uma pilha previamente embaralhada; ou mesmo um programa de computador.

### Características
Em primeiro lugar, é preciso considerar que a locomotiva é apenas um instrumento, e não faz parte do jogo, por isso, ela foi excluída da próxima figura. Durante o jogo, existem algumas características peculiares que precisamos entender:
1. Existe um total de 14 posições possíveis de serem ocupadas por um vagão. Durante o jogo essas posições "vazias" podem ser tão importantes quanto as "ocupadas".
2. Existem 8 vagões diferentes, cada um ocupando uma das possíveis posições.
3. O final do jogo ocorre quando os 5 vagões são posicionados conectados na sequencia pretendida na seção "B".
4. Os 3 vagões não sorteados para compor o trem, podem ser considerados como iguais entre si, não devendo obedecer nenhuma sequência em nenhum momento do jogo.
5. Esses 3 vagões podem encerrar o jogo em qualquer posição das seções "B", "C" ou "D", mas nenhum deles pode ser deixado na seção "A".
6. Um movimento é definido e contabilizado quando um número de vagões (3 no máximo) é movido das seções "B", "C" ou "D" para a seção "A" e de volta à seção "B", "C" ou "D".
7. Todos os vagões são considerados "acoplados" aos vagões adjacentes durante cada movimento do jogo (independente de problemas técnicos).
8. Opcionalmente, uma dificuldade extra pode ser adicionada: a de que os vagões restantes sejam deixados em qualquer ordem, porém juntos, ou na seção "C" ou na seção "D".

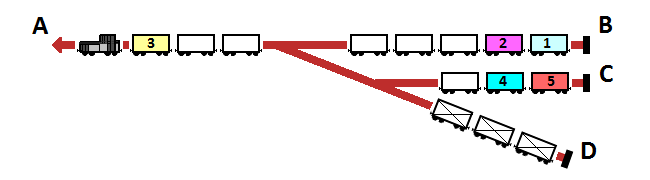
Uma possível posição de partida para o Inglenook Sidings.